# Agathange
Pour les articles homonymes, voir Agathange (homonymie).
Agathange (en arménien Ագաթանգեղոս, en grec Αγαθάγγελος, Agathángelos) est un historien arménien du Ve siècle. Il est l'auteur d'une Histoire des Arméniens ou Histoire et vie de saint Grégoire, qui a influencé bon nombre d'historiens arméniens postérieurs.

## L'auteur
Agathange se présente dans son œuvre comme un scribe originaire de Rome et éduqué en latin et en grec. Il dit avoir été convoqué par le roi Tiridate IV d'Arménie (roi de 298 à 330) à la cour d'Artaxate pour, en tant que secrétaire, rédiger une chronique des événements de l'époque.
En se basant sur des éléments de son œuvre, il est aujourd'hui admis qu'Agathange, très probablement un pseudonyme, a en fait vécu au Ve siècle et a rédigé son texte en arménien.

## L'œuvre
Agathange rédige son texte vers 451. L'ouvrage débute par la prise de pouvoir des Sassanides en Perse (224) et s'achève peu après la mort de Grégoire Ier l'Illuminateur au début du IVe siècle ; certaines parties seraient par ailleurs aujourd'hui perdues. Faisant en partie des emprunts à Korioun, Agathange fixe avec son texte la doctrine officielle de l'Église arménienne du Ve siècle.
Agathange va influencer un grand nombre d'historiens arméniens postérieurs, à commencer par Fauste de Byzance, qui présente son Histoire de l'Arménie comme la suite de l'ouvrage d'Agathange (jusqu'en 387), ou Moïse de Khorène.